# Jishbak
Jishbak (hebreiska: Ish'băk) var enligt Bibeln son till patriarken Abraham och dennes fru Ketura. Jishbak hade fem bröder, Simran, Jokshan, Medan, Midjan och Shuach.